# Herr Zwilling und Frau Zuckermann
Herr Zwilling und Frau Zuckermann ist ein deutscher Dokumentarfilm von Volker Koepp mit dem Kameramann Thomas Plenert von 1998. Er beschreibt jüdisches Leben in der ukrainischen Stadt Tscherniwzi, die einst als Czernowitz ein wichtiges Zentrum jüdischer Kultur war. Der Film erhielt mehrere Filmpreise und Würdigungen.

## Inhalt
Es werden Alltagsszenen jüdischen Lebens in der Stadt gezeigt. Die Protagonisten sind der jüngere Mathias Zwilling, der aus angesehenen Familien der Region stammt, und die 90-jährige Rosa Roth-Zuckermann, die von ihm jeden Abend besucht wird. Beide gehören zu den letzten deutschsprachigen verbliebenen Juden der Stadt.
Sie berichten über die Gegenwart mit ihren Problemen wie ausbleibenden Gehältern und Renten für viele Einwohner und die starke Abwanderung sowie über die schwierige Vergangenheit, in der Frau Zuckermann innerhalb weniger Tage ihre gesamte Familie verlor.
Zu sehen sind das Leben im jüdischen Kulturzentrum, die jüdische Schule, der jüdische Friedhof und Alltagszenen in der Stadt. Die kurzen Aussagen, Gespräche und Lieder der Bewohner in ukrainischer, russischer, jiddischer, hebräischer, huzulischer, englischer, französischer und rumänischer Sprache werden nicht übersetzt und vermitteln dadurch eine besondere Authentizität.
Der Film ist geprägt durch die zurückhaltende Art des Filmemachers Volker Koepp und die behutsame Kameraführung von Thomas Plenert, die langsam durch die Winterlandschaft und die Alltagsszenen streift und so einprägsame Bilder schafft. Auf Kommentare und Hintergrundmusik wird verzichtet, die Geräuschkulisse bilden allein die Alltagsgeräusche während der Aufnahmen.

## Historische Hintergründe
Die Stadt Czernowitz war seit dem späten 19. Jahrhundert eines der wichtigsten Zentren jüdischer Kultur im östlichen Europa, in der bekannte Schriftsteller wie Joseph Roth, Rose Ausländer und Paul Celan lebten.
Nach dem Untergang der österreichisch-ungarischen Monarchie und der Besetzung der nunmehr rumänischen Stadt durch sowjetische und deutsche Streitkräfte 1940/1941 wurde die jüdische Bevölkerung deportiert und ermordet. Die Überlebenden emigrierten größtenteils nach Israel. Die jüdische Kultur wurde dadurch nahezu vollständig ausgelöscht.
Zur Zeit des Films lebten dort wieder einige tausend russischsprachige Juden aus anderen Teilen der Sowjetunion, die aber keine Beziehung mehr zu der historischen jiddisch- und deutschsprachigen Kultur der Region hatten.

## Hintergründe des Films
Volker Koepp und Thomas Plenert hatten bereits zahlreiche gemeinsame Dokumentarfilme gemacht, darunter im ehemaligen Ostpreußen Kalte Heimat (1995), wo sie nach Spuren des untergegangenen deutschen Lebens gesucht hatten.
Anfang 1998 reiste Volker Koepp nach Tscherniwzi, um einen Film über diese Stadt mit ihrer reichhaltigen deutschsprachigen jüdischen Vergangenheit zu drehen. Im Jüdischen Kulturzentrum wurde er an Frau Rosa Roth-Zuckermann als einen der letzten überlebenden deutschsprachigen Juden vermittelt. 
Es entstand der Plan, einen Film über sie und ihren regelmäßigen abendlichen Besucher Mathias Zwilling sowie über die jüdische Gegenwart der Stadt zu drehen. Die Aufnahmen fanden zwischen März und Ende September 1998 statt.

## Aufführungen und Nachwirkungen
Der Film Herr Zwilling und Frau Zuckermann wurde am 16. Februar 1999 bei der Berlinale im Forum des internationalen Films uraufgeführt. Er wurde auch beim Dokfest München und weiteren Filmfestivals vorgestellt. Er kam in verschiedene Kinos, das Hackesche Höfe Kino in Berlin-Mitte zeigte ihn 91 Wochen lang ununterbrochen. Seit 2019 gibt es eine restaurierte digitalisierte Fassung.
Volker Koepp zeigte im nachfolgenden Film Dieses Jahr in Czernowitz (2004) Emigranten und deren Nachkommen bei einem Besuch in ihrer alten Heimatstadt. In einem weiteren Dokumentarfilm Vergessener Holocaust. Eine Reise nach Transnistrien (2020) erkundete der Sohn Felix Zuckermann die Deportationsroute seiner Mutter und deren Familie in Transnistrien.

## Auszeichnungen und Nominierungen
- 1999 Visions du Réel, Nyon (Schweiz), Grand Prix[16]
- 1999 Deutscher Filmpreis, Nominierung
- 1999 Europäischer Dokumentarfilmpreis Prix Arte, Nominierung
- 2000 Artur-Brauner-Stiftungspreis, für Produzentin Barbara Frankenstein[17]

## Meinungen
Der Filmhistoriker Thomas Bräutigam lobte in seinem Dokumentarfilmklassikerlexikon 2019:

„Auffallend ist die Distanz und Dezenz, mit der Koepp und Thomas Plenert den gefilmten Menschen und Objekten begegnen. Sie lassen reden und schweigen (auch das Schweigen ist beredt), die Kamera schweift eher, als dass sie sich festsetzt (…).“

Der Film wurde auch bei der Laudatio für den Georg-Dehio-Kulturpreis 2005 für Volker Koepp besonders hervorgehoben.

„Koepp hat mit eindrucksvollen Filmen wie z. B. Kalte Heimat oder Herr Zwilling und Frau Zuckermann Orte und Regionen im östlichen Europa von Ostpreußen bis Czernowitz aus dem Vergessen geholt und sie in einen neuen Kontext gestellt. Die Filme sind geprägt von einer sehr individuellen Ästhetik und einem sensiblen, tiefen Verständnis für den Gegenstand.“

Der Spiegel lobte den Filmemacher bereits 1999:

„Seine Czernowitzer Elegie (…) hätte auch Celan erfreut.“

Und im Lexikon des internationalen Films heißt es 

„Eindrucksvoll fängt der Dokumentarfilm ihre Erinnerungen ein, wobei er bei aller Nähe zu den beiden alten Menschen stets die notwendige Distanz wahrt, um sie nicht der bloßen Schaulust preiszugeben. Intensiv macht er ihre Lebensneugier erfahrbar und verknüpft sie ebenso beiläufig wie amüsant mit episodischen Einblicken in das sich wieder regende Leben in der jüdischen Gemeinde.“